# Paolo Rocca

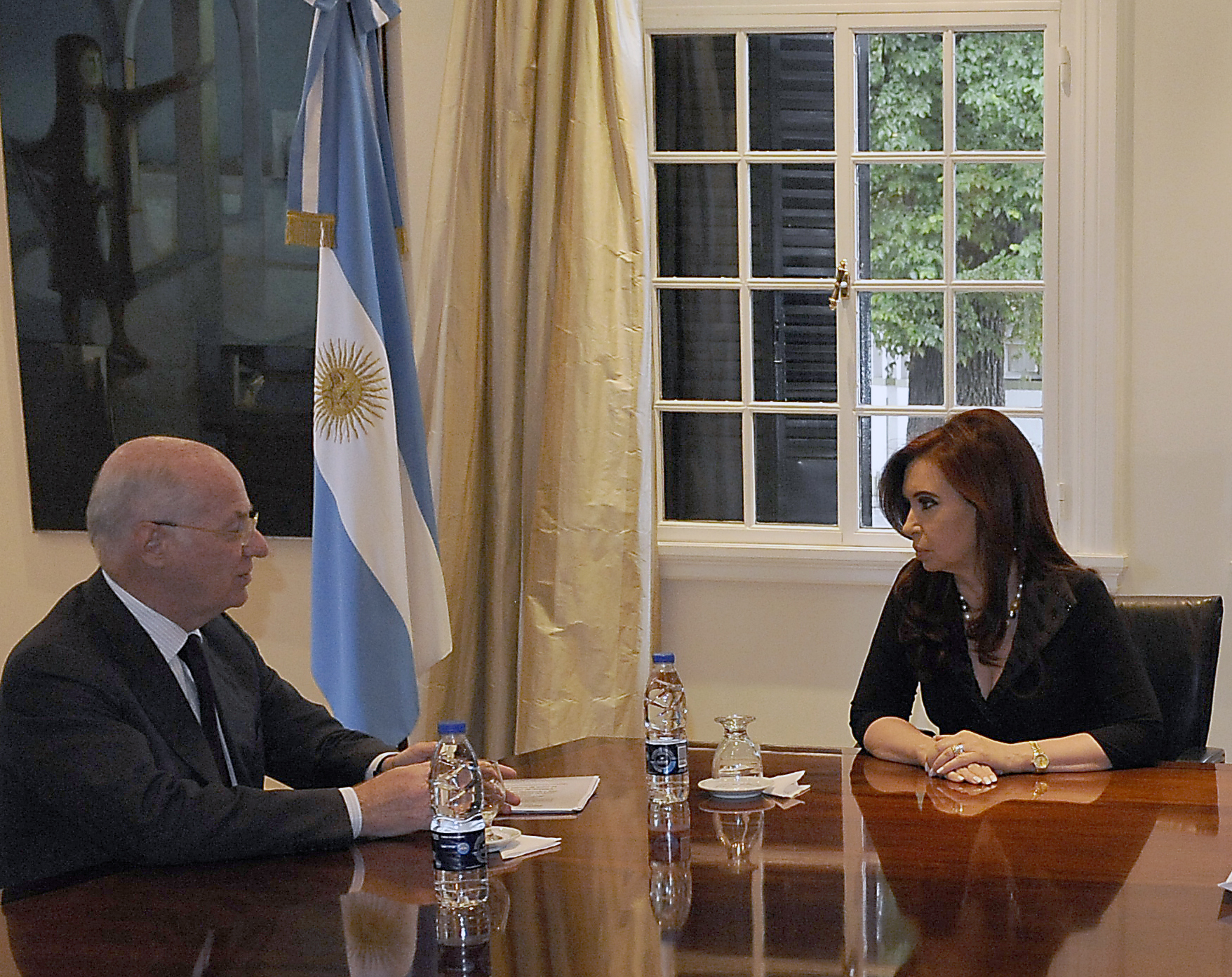
Rocca con la entonces presidenta argentina Cristina Fernández de Kirchner en 2011

Paolo Rocca (Milán, 14 de octubre de 1952) es un empresario ítalo-argentino. Es CEO del Grupo Techint, que dirige Tenaris, Ternium, y otras compañías que operan en ingeniería, construcción, y el sector energético. Es además presidente y CEO de Tenaris, y presidente de Ternium. Ambas empresas cotizan en el NYSE y forman parte de la Organización Techint, fundada por su abuelo, Agostino Rocca, de la cual también es Presidente, y que comprende además a otras compañías que actúan en los sectores de ingeniería, de construcción y de energía. La Organización Techint emplea en Argentina a cerca de 20.000 personas.

## Primeros años
Es el hijo de Roberto Rocca, que fue presidente y dueño de Techint, y nieto de Agostino Rocca, fundador de este grupo industrial. Se graduó como Licenciado en Ciencias Políticas en la Universidad de Milán. En esa época militaba en la organización de la izquierda Lotta Continua (Lucha Continua), surgida en el otoño de 1969 después de una escisión dentro del Movimiento Estudiantil de Turín que durante todo el verano había protagonizado luchas en la Universidad y en la FIAT (la otra parte formó Potere Operaio, con sede en el noreste, luego rebautizado Autonomia Operaia bajo la conducción de Antonio Negri). Esos antecedentes llevaron a su padre a ejercer una fuerte presión para que abandonara Italia logrando finalmente que el joven Paolo sea admitido en un Master Of Business Administration en la Universidad de Harvard. Con esa experiencia logró convertirse en asistente del Director Ejecutivo del Banco Mundial. En 1985 se integró a la empresa familiar como asistente del Presidente del Directorio de la Corporación Financiera Techint. 

## Carrera
Luego durante los 90 Paolo Rocca fue nombrado en la empresa de su padre (Techint), como asistente del presidente del directorio. En 1990 asumió como vicepresidente ejecutivo de Siderca. En 1990 asumió la conducción ejecutiva del área tubos, logrando completar la internacionalización de Siderca, bajo el nombre de Tenaris, con plantas en América Latina, Europa, Estados Unidos, Canadá y Japón, y después de Siderar, con el rótulo de Ternium, con presencia en varios países latinoamericanos. 

#### Grupo Techint
Durante la década de 1990, el Grupo Techint mantuvo una relación cercana con distintos gobiernos, participando activamente en el proceso de privatizaciones impulsado en ese período Uno de los casos destacados fue su asociación con la empresa Telefónica, que adquirió parte de la estatal ENTel.  En 2003, ya bajo el gobierno de Néstor Kirchner, Techint participará en la licitación por la construcción del Gasoducto Nordeste, inicialmente concebido como una iniciativa privada, el gobierno decidió diversificar la participación entre varias empresas constructoras. Durante los primeros años de la presidencia de Néstor Kirchner, la administración mostró respaldo a Techint en distintos ámbitos, como su participación en la UIA e invitando a Rocca a integrar las comitivas oficiales en los viajes. A la vez el empresario se mostraba presente en varios actos oficialistas y solía hacer declaraciones apoyando las medidas económicas del ministro Roberto Lavagna.  La relación con el gobierno se vio afectada en 2008, cuando el gobierno de Venezuela, liderado por Hugo Chávez, estatizó el 60% de la siderúrgica Sidor, entonces controlada por Techint.

## Cargos institucionales y empresariales
Desde 1997, Rocca es Presidente de la Cámara de Comercio Argentino-Mexicana con sede en Buenos Aires y Vicepresidente de la Cámara de Comercio Mexicano-Argentina, con sede en México D.F. En 1998, ocupó el cargo de Presidente de la Comisión de Energía de Confindustria, donde desempeñó un rol activo en la desregulación parcial del sector energético italiano. Además, asumió la responsabilidad del área de aceros planos de Techint, integrada por Siderar de Argentina y Sidor de Venezuela. En 2001, fue designado Presidente de la Cámara de Comercio Argentino-Venezolana y Presidente y CEO de la Organización Techint. Fue nombrado Vicepresidente de la World Steel Association, cámara que nuclea al sector del acero a nivel mundial, y miembro del International Advisory Committee del NYSE, miembro del Directorio de IISI (International Iron and Steel Institute), institución que agrupa a las mayores empresas siderúrgicas internacionales; miembro del Directorio de ILAFA, Instituto Latinoamericano del Fierro y del Acero y miembro del Foro Iberoamérica, un espacio de reflexión sobre la problemática latinoamericana.

### Premios y reconocimientos
En 2008 fue reconocido por la Fundación Konex de Argentina con el "Premio Konex de Platino" por su trayectoria como empresario de la industria.
En 2013 la Escuela de Negocios de la Universidad de Columbia homenajeó a Paolo Rocca con la “Deming Cup” en reconocimiento por el impacto de su liderazgo en la competitividad de Tenaris.
En 2025 el Instituto Argentino de Ejecutivos de Finanzas (IAEF) le entregó el Premio a la Trayectoria Empresaria 2025 en manos de Luis Pagani. 

## Patrimonio
Según la revista Forbes en 2014, Rocca es el segundo argentino más rico del mundo y el 254° del mundo, con un patrimonio de US$ 5.8 mil millones de dólares. A 2016, el CEO del grupo empresarial se encuentra entre los 500 más ricos del mundo con 11.800 millones de dólares.
Además de Techint, la familia Rocca posee sus dos empresas principales: Tenaris (tubos sin costura, de la cual Paolo Rocca es CEO) y Ternium (aceros planos). El holding, controlado a través de la sociedad San Faustín, con sede en Luxemburgo, opera en 45 países. En Argentina, además, operan Tecpetrol y Techint Ingeniería & Construcción. La riqueza de Paolo asciende a 8.000 millones de dólares, según la clasificación de la revista Forbes.

## Controversias
En noviembre de 2018, Rocca fue acusado por el juez argentino que supervisaba una investigación sobre el llamado causa de los cuadernos como parte de un caso de corrupción. El juez fijó una fianza de $ 103 millones y prohibió a Rocca abandonar el país. En abril de 2019, la Cámara de Apelaciones de Argentina desestimó todos los cargos contra Rocca.
En 2013 se le abrió una causa cuando se denunció que varias empresas de Paolo Rocca eludieron 16 millones de dólares en impuestos en Argentina. El grupo Techint transfirió el control de una de sus unidades de acero basadas en Buenos Aires a Dirken, una firma con sede en Uruguay.
La agencia Bloomberg publicó una investigación dónde sacó a la luz como, durante tres generaciones, la familia Rocca ha empleado una variedad cambiante de las sociedades de su cartera para reducir su factura de impuestos en los países en los que hicieron su fortunas, entre ellos en la Argentina, al canalizar los dividendos de las fábricas en Argentina a paraísos fiscales.

## Enlaces
- Wikimedia Commons alberga una categoría multimedia sobre Paolo Rocca.

- Datos: Q7132240
- Multimedia: Paolo Rocca / Q7132240